# Front Republicà
El Front Republicà (FR) va ser una coalició electoral catalana d'esquerres, republicana i independentista. Estava formada per Poble Lliure, Som Alternativa i Pirates de Catalunya i tenia el suport de La Forja. Es va presentar a les eleccions generals espanyoles d'abril de 2019, on va obtenir el 2,74% dels vots però cap escó.

## Història
El 15 de febrer de 2019, després de no poder aprovar el Pressupost General de l'Estat, el president espanyol Pedro Sánchez va convocar eleccions generals el 28 d'abril. El 23 de febrer Som Alternativa va anunciar que contactaria amb organitzacions d'esquerres i sobiranistes per concorre-hi. El 25 de febrer Pirates de Catalunya —un partit que a les últimes eleccions al Parlament de Catalunya s'havia presentat amb la Candidatura d'Unitat Popular (CUP)— va decidir presentar-se a les eleccions. La CUP va obrir un debat amb els militants per decidir si presentar-s'hi o no. Endavant defensava que la CUP no s'hi havia de presentar. En canvi, el 9 de març, Poble Lliure va demanar a la CUP que s'hi presentés per articular una candidatura republicana que «d'una manera o altra, acabarà produint-se igualment». El 10 de març la CUP va decidir no presentar-s'hi. El 12 de març Poble Lliure va anunciar que provaria de fer una candidatura amb altres col·lectius. Davant d'això, la CUP va anunciar que obriria un debat intern per decidir com respondre-hi. El 14 de març Poble Lliure, Som Alternativa i Pirates de Catalunya van arribar a un acord per a presentar-se en coalició a les eleccions.

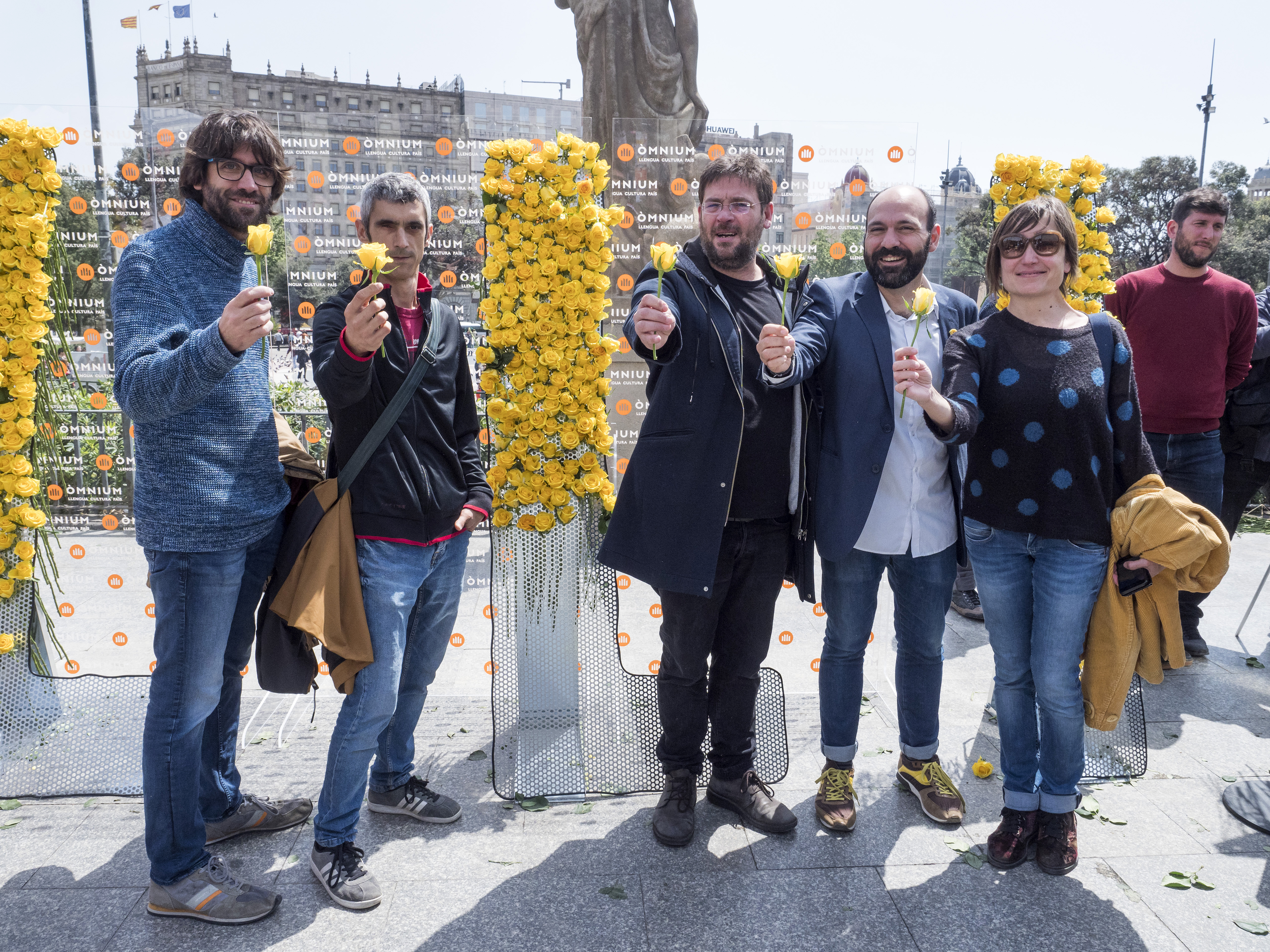
Candidats del Front Republicà amb el vicepresident d'Òmnium Cultural, Marcel Mauri, durant la Diada de Sant Jordi de 2019.

La coalició es va presentar el 15 de març amb el nom de Front Republicà. El 23 de març la CUP va anunciar que no faria campanya ni per l'abstenció ni pel Front Republicà. També va demanar al Front Republicà que no inclogués ni càrrecs electes ni càrrecs orgànics de la CUP a les seves llistes electorals. El 24 de març el Front Republicà va presentar qui ocuparia els primers llocs de les llistes. El cap de llista de Barcelona seria Albano Dante Fachin, que era líder de Som Alternativa i havia estat diputat al Parlament de Catalunya per Catalunya Sí que es Pot. En segon lloc, Mabel Rodríguez, secretària general de Pirates de Catalunya. En tercer i quart lloc, Guillem Fuster i Mireia Caldés, portaveus de Poble Lliure. I en cinquè lloc, Roger Español, conegut perquè la Policia Nacional li va treure un ull durant el Referèndum del Primer d'Octubre. La cap de llista de Girona seria Maria Besora, fundadora de La Forja a l'Alt Empordà. El cap de llista de Lleida seria Joel Jové, regidor de la CUP a Alfés i antic secretari nacional de la CUP. I el cap de llista de Tarragona seria Ferran Reyes, de Pirates de Catalunya. Altres candidats coneguts, però en posicions més discretes, serien el regidor de Badalona Jose Téllez, l'exdiputada al Parlament Àngels Martínez, l'exdiputada al Congrés dels Diputats Marta Sibina i els independentistes històrics Carles Castellanos i Blanca Serra.
Com que era el primer cop que el Front Republicà es presentava a unes eleccions generals espanyoles, havia d'aconseguir uns 7.000 avals per a poder-s'hi presentar. El 26 de març van anunciar que n'havien recollit 21.445, el triple dels necessaris.
El 22 d'abril es va fer públic el manifest «Compromís amb la democràcia i la llibertat dels pobles». En aquest manifest, el Front Republicà posava condicions per investir cap president o per aprovar cap pressupost. Les condicions eren el reconeixement del dret a l'autodeterminació de Catalunya, la derogació de la Reforma Laboral i de l'article 135 de la Constitució espanyola, la derogació de la Llei mordassa i la llibertat dels presos i exiliats polítics. El manifest va ser signat per Oriol de Balanzó, Antonio Baños, Mireia Boya, Eudald Calvo, Francesc Duran, María José Lecha, Àngels Martínez, Ignasi Sabater, Marta Sibina i Jose Téllez, entre d'altres.
El 28 d'abril, a les eleccions generals espanyoles, van obtenir 113.807 vots per al Congrés dels Diputats, que corresponien al 2,74% dels vots vàlids. No van obtenir cap diputat ni senador.
El 14 de maig van anunciar la dissolució de la coalició i que cada partit integrant continuaria treballant des del seu àmbit. Com que el Congrés elegit a les eleccions no va aconseguir investir cap president, es van tornar a convocar eleccions el novembre. La CUP va tornar a obrir un debat intern per decidir si presentar-s'hi o no. Poble Lliure i La Forja van tornar a defensar que s'hi havia de presentar i Endavant va proposar de boicotar-les. Finalment, el 29 de setembre, la CUP va decidir presentar-s'hi per primer cop a la seva història. Pirates de Catalunya va aprovar formar part de la coalició. En canvi, Som Alternativa, veient que el Front Republicà no es reeditaria, va decidir no presentar-s'hi.

## Resultats
| Data          | Congrés dels Diputats | Congrés dels Diputats | Congrés dels Diputats | Senat    |
| Data          | Vots                  | %                     | Diputats              | Senadors |
| ------------- | --------------------- | --------------------- | --------------------- | -------- |
| Abril de 2019 | 113.807               | 2,74                  | 0 / 48                | 0 / 16   |